# هو إيز (بروتوكول)

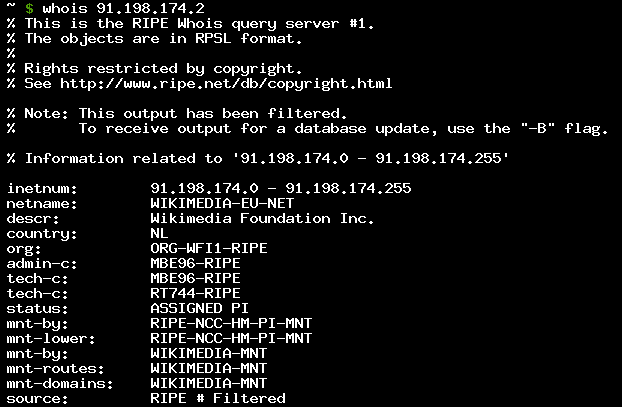
أمر هو إيز موجه إلى خادم wikinews.

هو إيز (بالإنجليزية: WHOIS)‏(يُنطق بعبارة "who is") هو بروتوكول للاستعلام والاستجابة يُستخدم على نطاق واسع للاستعلام عن قواعد البيانات التي تخزن المستخدمين المسجلين أو المعينين لمورد الإنترنت، مثل اسم المجال أو كتلة عنوان IP أو نظام مستقل، ولكنها تستخدم أيضًا لمجموعة واسعة من المعلومات الأخرى. يخزن البروتوكول ويسلم محتوى قاعدة البيانات بتنسيق يمكن للبشر قراءته. تمت صياغة التكرار الحالي لبروتوكول WHOIS بواسطة مجتمع الإنترنت، وتم توثيقه فيRFC 3912 .
Whois هو أيضًا اسم الأداة المساعدة لسطر الأوامر في معظم أنظمة يونكس المستخدمة لإجراء استعلامات بروتوكول WHOIS. بالإضافة إلى ذلك، لدى WHOIS بروتوكول شقيق يسمى Referral Whois ( RWhois ).